# Paul Luchtenberg

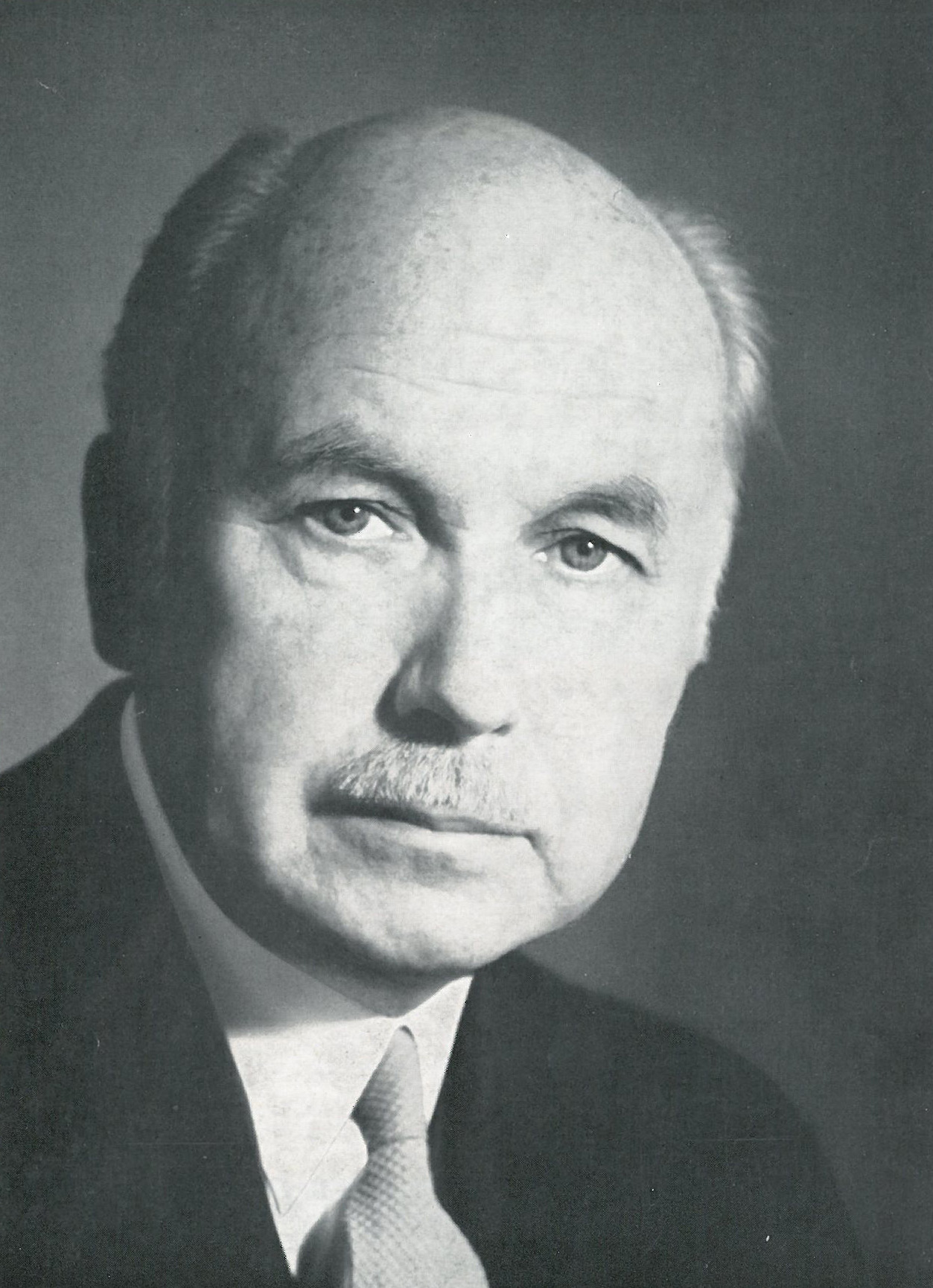
Paul Luchtenberg

Paul Luchtenberg (* 3. Juni 1890 in Burscheid; † 7. April 1973 ebenda) war ein deutscher Kulturwissenschaftler, Pädagoge und Politiker der FDP sowie Kultusminister von Nordrhein-Westfalen.

## Beruf
Paul Luchtenberg besuchte zunächst ein Lehrerseminar in Gummersbach, machte 1912 das Abitur und studierte Philosophie und Pädagogik in Bonn und Münster. Während seines Studiums wurde er Mitglied der musischen Studentenverbindung AMV Makaria Bonn im SV. Nach einer Promotion in Philosophie bei Erich Becher begann er 1917 das Referendariat zum Gymnasiallehramt. Bis 1923 blieb er im Schuldienst in Remscheid. Daneben habilitierte er sich 1920 in Köln, wo er dann zu den Hörern Max Schelers gehörte, dessen materiale Wertethik er in die pädagogische Praxis umsetzen wollte. Seine erste Professur übernahm er 1923 an der Hochschule für Staats- und Wirtschaftswissenschaften in Detmold. Von 1925 bis 1931 war er zunächst außerordentlicher, dann ordentlicher Professor für Pädagogik, Philosophie und Psychologie an der Technischen Hochschule Darmstadt sowie ab 1931 ordentlicher Professor für dieselben Fächer an der Technischen Hochschule Dresden, wo er zugleich das Pädagogische Institut zur Lehrerausbildung leitete.
Als Demokrat war er bereits vor 1933 Zielscheibe von Angriffen des NS-Studentenbundes. 1936 wurde er (mit einer Verzögerung gegenüber u. a. Victor Klemperer und Richard Seyfert) aufgrund des Gesetzes zur Wiederherstellung des Berufsbeamtentums entlassen, nachdem ihn lange der sächsische Kultusminister Wilhelm Hartnacke geschützt hatte.

## Politik
Bis 1945 gehörte Luchtenberg keiner Partei an. Nach dem Krieg war er Mitbegründer der FDP Nordrhein-Westfalen. Er war Beisitzer im FDP-Bundesvorstand von 1951 bis 1958.
Dem Deutschen Bundestag gehörte Luchtenberg vom 30. Oktober 1950, als er für den FDP-Landesvorsitzenden Friedrich Middelhauve nachrückte, bis zum Ende der ersten Legislaturperiode und erneut vom 18. September 1954, als er für den nordrhein-westfälischen Innenminister Willi Weyer nachrückte, bis zum 9. April 1956 an. Nach dem Koalitionswechsel der FDP in Nordrhein-Westfalen von der CDU zur SPD, der auf Bundesebene zur Abspaltung des „Ministerflügels“ und zur Gründung der Freien Volkspartei (FVP) führte, war er vom 28. Februar 1956 bis Juli 1958 Kultusminister in seinem Heimatland.
Als Kultusminister setzte Luchtenberg sich für die Schaffung eines „Bundeskulturministeriums“ ein, um die sehr stark konfessionell geprägte Kulturpolitik insbesondere der Länder Bayern und Rheinland-Pfalz aufbrechen zu können. So gehörte auch der rheinland-pfälzische Kultusminister Adolf Süsterhenn zu den schärfsten Kritikern dieser Pläne, während der hessische Minister Arno Hennig sie unterstützte.

## Stiftungs- und Verbandsarbeit
Von 1961 bis 1970 war Luchtenberg Vorsitzender der Friedrich-Naumann-Stiftung, nachdem er vorher seit 1958 stellvertretender Vorsitzender gewesen war. Von 1970 bis zu seinem Tod war er Ehrenvorsitzender der Stiftung. 1962 errichtete er die Paul-Luchtenberg-Stiftung, deren Zweck die Förderung der Kultur in seiner Heimatstadt Burscheid ist. Das Haus der Kunst in Burscheid ist ebenfalls seine Stiftung.
Unterlagen über Luchtenbergs Tätigkeit für die Friedrich-Naumann-Stiftung befinden sich im Archiv des Liberalismus in Gummersbach.
Darüber hinaus war Luchtenberg Vorsitzender der Humboldt-Gesellschaft für Wissenschaft, Kunst und Bildung e. V., des Deutschen Kunstrats e. V. und der Gesellschaft für Goldschmiedekunst.

## Ehrungen und Auszeichnungen
- Ehrenbürger von Burscheid
- 1965 Großes Bundesverdienstkreuz mit Stern und Schulterband
- 1967 Goldene Medaille der Humboldt-Gesellschaft
- 1968 Wolfgang-Döring-Medaille
- 1970 Ehrensenator der RWTH Aachen
- o. D.: Großoffizierskreuz mit Stern des Verdienstordens der Italienischen Republik
- o. D.: Großoffizierskreuz mit Stern der Republik Tunesien

## Werke
- Antinomien der Pädagogik, Langensalza 1923.
- Kants Lehre, Detmold 1924.
- Burscheid – Zeugnisse seiner Vergangenheit 1175–1815, Leverkusen 1941.
- Beiträge zur Frage der „Ungelernten“, Bielefeld 1955.
- Schloß Burg an der Wupper, Ratingen 1957.
- Wolfgang Müller von Königswinter, 2 Bände, Köln 1959.
- Wandlung und Auftrag liberaler Kulturpolitik, Bonn 1960.
- Künstlerisches Gerät und Waffen des Spätmittelalters, Schloß Burg 1960.
- Gegenwartsaufgaben der Erwachsenenbildung. Festschrift zum 70. Geburtstag von Richard Freudenberg, gemeinsam mit Walter Erbe, Köln 1962.
- Der Bildhauer Ernst Kunst. Versuch einer Deutung seines Schaffens, Durach 1962.
- Johannes Löh und die Aufklärung im Bergischen, Köln 1965.
- Geschichte des deutschen Liberalismus, Köln 1966.
- Walter Wohlfeld. Unterwegs vom Gegenstand zum Wesensgrund, Durach 1967.
- Das Wagnis der Mündigkeit. Beiträge zum Selbstverständnis des Liberalismus, Neustadt/Aisch 1970.